# Crime SuspenStories
Crime SuspenStories est un comic book américain créé par William Gaines et Al Feldstein et publié par EC Comics. Chaque numéro de ce bimestriel comportait quatre histoires : trois policières et une d'horreur. La mise en place du Comics Code eut raison de ce comme book et sa publication cessa en février 1955 au numéro 27.